# 翟凤翀
翟凤翀（1577年—1633年），字尔腾，号凌玄，山东青州府益都县人，匠籍，明朝政治人物，同進士出身。

## 生平
萬曆二十八年（1600年）庚子科山東鄉試第七十二名舉人，萬曆三十二年（1604年）甲辰科进士，三十三年授直隶吴桥知县，三十六年調任任丘县，三十八年考选，四十年授河南道御史，四十一年巡按辽东，上疏劾吕贵、邢洪、凌应登三人之罪，曰：“大臣造膝无从，小臣叩阍无路。宦寺浸用，政令多违，实开群小假借之端，成太阿倒持之势。”與給事中郭尚宾同日貶官，贬为山西按察司经历。時稱“二諫”。
明光宗即位，起補南京户部主事。憙宗即位，擢武選司郎中。天启元年（1621年）三月升为南京光禄少卿，二年三月升大理寺左寺丞，三年三月升本寺添注右少卿，閏十月被推升都察院右佥都御史、巡抚延绥，因得罪魏忠贤，指使御史卓邁和汪若極弹劾，五年六月被削职，回籍听勘。
崇祯初年（1628年）初起为户部右侍郎，父喪歸。服闋，崇祯三年（1630年）三月二日，以兵部左侍郎巡抚天津。四年以病告歸，又值母喪，病益增劇，崇祯六年癸酉遂卒。追赠兵部尚书。

## 家族
曾祖翟寧。祖父翟冕，太醫院吏目。父翟入道為庠生，官鴻臚寺序班。母高氏。具慶下。弟翟鳳翮（貢士）。
夫人谢氏，封淑人。孫翟延初，順治己亥進士，

## 延伸阅读
[在维基数据编辑]
 《明史卷二百四十二》，出自《明史》